# Живите светлини
„Живите светлини“ е петнадесетият филм от поредицата за Джеймс Бонд и първият с Тимъти Долтън в ролята на агент 007. В сценария на филма са използвани сцени от произведенията на Иън Флеминг в сборника „Октопуси и живите светлини“.

## Сюжет
Внимание:  Текстът по-долу разкрива сюжета на произведението (или части от него)!
Джеймс Бонд организира бягството на генерала от КГБ Георгий Косков на Запад. По време на преминаването на границата опит да убие Косков прави очарователната снайперистка от КГБ Кара Мила, която работи за прикритие в симфоничен оркестър и свири на виолончело.
В Англия Косков докладва важна тайна – КГБ започва системното унищожаване на британските агенти като част от операцията „Смърт за шпионите!“. В отмъщение за мъртвите агенти МИ-6 планира да убие ръководителя на КГБ, генерал Пушкин. Въпреки това Джеймс Бонд има сериозни подозрения, че генерал Косков играе „двойна игра“. Той започва свое разследване, което го отвежда в Афганистан. Там Бонд ще научи истината за злия план на Косков и ще се опита да попречи на злодея с помощта на Кара и афганистанските бунтовници.

## В ролите
| Актьор            | Роля                                                                                            |
| ----------------- | ----------------------------------------------------------------------------------------------- |
| Тимъти Долтън     | Джеймс Бонд                                                                                     |
| Йерун Крабе       | Георгий Косков, генерал от КГБ                                                                  |
| Андреас Вишневски | Некрос, помощник на Косков, наемен убиец                                                        |
| Мериам д’Або      | Кара Милова, виолончелистка, снайперист на КГБ                                                  |
| Джо Дон Бейкер    | Брад Уитакер, криминален търговец на оръжие                                                     |
| Арт Малик         | Камран Шах, лидер на афганистанските бунтовници                                                 |
| Робърт Браун      | „М“, шефът на МИ-6                                                                              |
| Джон Тери         | Феликс Лейтър, агент на ЦРУ, дългогодишен приятел на Бонд                                       |
| Каролайн Блис     | мис Мънипени, секретарка на „М“                                                                 |
| Десмонд Левелин   | „Q“, началник на технически отдел на МИ-6, създател на много невероятни устройства за агент 007 |
| Джефри Кин        | Фредерик Грей, министър на отбраната на Обединеното кралство                                    |
| Джон Рис-Дейвис   | генерал Пушкин, ръководител на КГБ                                                              |
| Уолтер Готел      | генерал Гогол, бивш ръководител на КГБ                                                          |

## Музика на филма
Саундтракът към филма е написан от композитора Джон Бари. Това е последният филм на „бондиана“, за който той пише музика. „Главната“ песен изпълнява норвежката група „А-ха“. Понеже Бари не сътрудничи особено с групата, след това има две версии на песента.
Тъй като „девойката на Бонд“ е очарователна виолончелистка, във филма има много класическата музика. По време на бягството на Косков в Братислава оркестърът изпълнява Симфония 40 на Моцарт. Когато Кара поднася на Бонд шампанско с приспивателни, музиката е на Дворжак. И най-накрая, когато Кара блести на сцената, се изпълняват Вариации на Чайковски. В този епизод като диригент участва самият Джон Бари.

## Интересни факти
- След напускането на „бондиана“ от Роджър Мур, създателите на филма дълго избират актьор за ролята на Джеймс Бонд. Сериозно обмислят трима кандидати: Сам Нийл, Пиърс Броснан и Тимъти Долтън. В резултат ролята е била предложена на Пиърс Броснан, но в този момент той е работил по договор в друг проект и не е бил в състояние да участва. „Новият“ агент 007 става Тимъти Долтън. А Пиърс Броснан играе Бонд в продължение на 8 години.
- Това е последният филм от „бондиана“, в който участва актьорът Уолтер Готел. Той отново играе генерал Гогол, който е престанал да бъде ръководител на КГБ, и работи към Министерството на външните работи на СССР.
- Това е първият филм от „бондиана“, в който участва актьорът Джо Дон Бейкър като един от враговете на Бонд. След осем години Бейкър се появява в друг филм – „Златното око“, в ролята на агент на ЦРУ, който ще помогне на агент 007.
- В този филм има „нова мис Мънипени“. Актрисата Лоис Максвел „предава длъжността“ на Керолайн Блис.

1. ↑  www.boxofficemojo.com //  Box Office Mojo.   Посетен на 9 юли 2023 г.